# عمر زكري
عمر زكري لاعب كرة قدم تونسي من مواليد 22 يناير 1995 و يشغل عمر زكري في خط الوسط يلعب حالياً في اتحاد بنقردان.